# NGC 4544
NGC 4544 je galaxie v souhvězdí Panny, kterou objevil Edward D. Swift 27. dubna 1887. Od Země je vzdálená přibližně 56 milionů světelných let a je členem Kupy galaxií v Panně. Její zdánlivá hvězdná velikost je 13,1 a úhlová velikost 2,0′×0,6′.